# Châtillon-sur-Loire
Châtillon-sur-Loire là một xã trong tỉnh Loiret, vùng Centre-Val de Loire bắc trung bộ nước Pháp. Xã này nằm ở khu vực có độ cao từ 126-246 mét trên mực nước biển. Dân số năm 2006 là 3032 người.